# María Cristina Loyo Varela
María Cristina Loyo Varera (Xalapa-Enríquez, Veracruz, 26 de marzo de 1946) es una matemática, investigadora miembro fundador y ex directora general del Laboratorio Nacional de Informática Avanzada (LANIA). 

## Trayectoria

### Formación Académica
Obtuvo su licenciatura en matemáticas por la Facultad de Ciencias de la Universidad Nacional Autónoma de México y realizó un doctorado en matemáticas aplicadas a la ingeniería artificial en la Universidad de París VI.

### Experiencia Profesional
Comenzó su carrera profesional a finales de los años 60 en el Centro de Cálculo Electrónico de la UNAM, desempeñándose posteriormente como investigadora titular en el Instituto de Investigaciones en Matemáticas Aplicadas y en Sistemas de la misma institución, donde participó activamente en la docencia e investigación en áreas afines a la inteligencia artificial,ha sido también profesora invitada en la Universidad de París VI en Francia, de la Universidad de Uppsala en Suecia, entre otras. 
Desde 1991 y hasta 2023, lideró el LANIA en su ciudad natal, promoviendo la investigación y la educación en el área de las ciencias computacionales colaborando con distintas instituciones de renombre como la Universidad Veracruzana.
Ha contribuido a la creación de redes de colaboración y grupos de investigación de importancia nacional, como la Red de Desarrollo e Investigación en Informática del CONACyT, la Red Temática de Convergencia de Conocimiento para Bienestar de la Sociedad, la Sociedad Mexicana de Ciencia de la Computación, entre otras.
Internacionalmente, ha participado en proyectos colaborativos con Estados Unidos, Francia y Canadá. Ha tenido incidencia en la cooperación CONACyT-National Science Foundation y en la fundación y dirección del Laboratorio Franco-Mexicano de Informática. Su experiencia incluye estancias como investigadora y profesora invitada en instituciones extranjeras.
Ha ocupado puestos en diversos consejos y asociaciones, contribuyendo al diálogo y desarrollo de políticas en ciencia y tecnología tanto en México como a nivel internacional. En el año 2019 formó parte del Consejo Consultivo de Gobierno Abierto de la Secretaría Ejecutiva del Sistema Estatal Anticorrupción de Veracruz.

## Premios y reconocimientos
- 2023: La Asociación Mexicana de la Industria de Investigación Farmacéutica reconoció la trayectoria médico-científica.[6]
- 2024: La Universidad Autónoma Metropolitana nombró un salón de cómputo en su honor.[3]